# Wimbledon Championships 2004
Die 118. Wimbledon Championships fanden vom 21. Juni bis zum 4. Juli in London statt. Ausrichter war der All England Lawn Tennis and Croquet Club.
Es nahmen in der Hauptrunde jeweils 128 Herren und Damen an den Einzelwettbewerben, jeweils 64 Paare an den Doppelbewerben bzw. 48 Paare am Mixed-Bewerb teil.

## Herreneinzel

### Setzliste
| Nr. | Spieler             | Erreichte Runde |
| --- | ------------------- | --------------- |
| 01. | Roger Federer       | Sieg            |
| 02. | Andy Roddick        | Finale          |
| 03. | Guillermo Coria     | 2. Runde        |
| 04. | David Nalbandian    | Rückzug         |
| 05. | Tim Henman          | Viertelfinale   |
| 06. | Juan Carlos Ferrero | 3. Runde        |
| 07. | Lleyton Hewitt      | Viertelfinale   |
| 08. | Rainer Schüttler    | 3. Runde        |
| 09. | Carlos Moyá         | Achtelfinale    |
| 10. | Sébastien Grosjean  | Halbfinale      |
| 11. | Mark Philippoussis  | Achtelfinale    |
| 12. | Sjeng Schalken      | Viertelfinale   |
| 13. | Paradorn Srichaphan | 1. Runde        |
| 14. | Mardy Fish          | 2. Runde        |
| 15. | Nicolás Massú       | 1. Runde        |
| 16. | Jiří Novák          | 1. Runde        |
| 17. | Jonas Björkman      | 3. Runde        |

| Nr. | Spieler            | Erreichte Runde |
| --- | ------------------ | --------------- |
| 18. | Feliciano López    | 3. Runde        |
| 19. | Marat Safin        | 1. Runde        |
| 20. | Tommy Robredo      | 2. Runde        |
| 21. | Juan Ignacio Chela | 2. Runde        |
| 22. | Andrei Pavel       | 2. Runde        |
| 23. | Maks Mirny         | 1. Runde        |
| 24. | Fernando González  | 3. Runde        |
| 25. | Dominik Hrbatý     | 3. Runde        |
| 26. | Taylor Dent        | 3. Runde        |
| 27. | Robby Ginepri      | Achtelfinale    |
| 28. | Ivan Ljubičić      | 1. Runde        |
| 29. | Nicolas Kiefer     | 1. Runde        |
| 30. | Vincent Spadea     | Achtelfinale    |
| 31. | Michail Juschny    | 1. Runde        |
| 32. | Hicham Arazi       | 3. Runde        |
| 33. | Luis Horna         | 1. Runde        |

## Dameneinzel

### Setzliste
| Nr. | Spielerin           | Erreichte Runde |
| --- | ------------------- | --------------- |
| 01. | Serena Williams     | Finale          |
| 02. | Anastassija Myskina | 3. Runde        |
| 03. | Venus Williams      | 2. Runde        |
| 04. | Amélie Mauresmo     | Halbfinale      |
| 05. | Lindsay Davenport   | Halbfinale      |
| 06. | Jelena Dementjewa   | 1. Runde        |
| 07. | Jennifer Capriati   | Viertelfinale   |
| 08. | Swetlana Kusnezowa  | 1. Runde        |
| 09. | Paola Suárez        | Viertelfinale   |
| 10. | Nadeschda Petrowa   | Achtelfinale    |
| 11. | Ai Sugiyama         | Viertelfinale   |
| 12. | Wera Swonarjowa     | Achtelfinale    |
| 13. | Marija Scharapowa   | Sieg            |
| 14. | Silvia Farina Elia  | Achtelfinale    |
| 15. | Patty Schnyder      | 2. Runde        |
| 16. | Anna Smaschnowa     | 1. Runde        |

| Nr. | Spielerin           | Erreichte Runde |
| --- | ------------------- | --------------- |
| 17. | Chanda Rubin        | 1. Runde        |
| 18. | Francesca Schiavone | 2. Runde        |
| 19. | Fabiola Zuluaga     | 1. Runde        |
| 20. | Jelena Bowina       | 2. Runde        |
| 21. | Magdalena Maleewa   | Achtelfinale    |
| 22. | Conchita Martínez   | 1. Runde        |
| 23. | Jelena Dokić        | 1. Runde        |
| 24. | Mary Pierce         | 1. Runde        |
| 25. | Nathalie Dechy      | 3. Runde        |
| 26. | Lisa Raymond        | 2. Runde        |
| 27. | Alicia Molik        | 3. Runde        |
| 28. | Émilie Loit         | 1. Runde        |
| 29. | Dinara Safina       | 1. Runde        |
| 30. | Eleni Daniilidou    | 1. Runde        |
| 31. | Amy Frazier         | Achtelfinale    |
| 32. | Meghann Shaughnessy | 3. Runde        |

## Herrendoppel

### Setzliste
| Nr. | Paarung                        | Erreichte Runde |
| --- | ------------------------------ | --------------- |
| 01. | Jonas Björkman Todd Woodbridge | Sieg            |
| 02. | Bob Bryan Mike Bryan           | Achtelfinale    |
| 03. | Mahesh Bhupathi Maks Mirny     | Achtelfinale    |
| 04. | Michaël Llodra Fabrice Santoro | Rückzug         |
| 05. | Mark Knowles Daniel Nestor     | Halbfinale      |
| 06. | Wayne Black Kevin Ullyett      | Viertelfinale   |
| 07. | Wayne Arthurs Paul Hanley      | Halbfinale      |
| 08. | Martin Damm Cyril Suk          | Achtelfinale    |

| Nr. | Paarung                       | Erreichte Runde |
| --- | ----------------------------- | --------------- |
| 09. | Gastón Etlis Martín Rodríguez | 2. Runde        |
| 10. | Jonathan Erlich Andy Ram      | 1. Runde        |
| 11. | Leander Paes David Rikl       | 2. Runde        |
| 12. | Jared Palmer Pavel Vízner     | Achtelfinale    |
| 13. | František Čermák Leoš Friedl  | 1. Runde        |
| 14. | Xavier Malisse Olivier Rochus | 2. Runde        |
| 15. | Mariano Hood Sebastián Prieto | 2. Runde        |
| 16. | Julian Knowle Nenad Zimonjić  | Finale          |

## Damendoppel

### Setzliste
| Nr. | Paarung                              | Erreichte Runde |
| --- | ------------------------------------ | --------------- |
| 01. | Virginia Ruano Pascual Paola Suárez  | Halbfinale      |
| 02. | Swetlana Kusnezowa Jelena Lichowzewa | Viertelfinale   |
| 03. | Martina Navratilova Lisa Raymond     | Halbfinale      |
| 04. | Nadja Petrowa Meghann Shaughnessy    | Viertelfinale   |
| 05. | Liezel Huber Ai Sugiyama             | Finale          |
| 06. | Cara Black Rennae Stubbs             | Sieg            |
| 07. | Janette Husárová Conchita Martínez   | Achtelfinale    |
| 08. | María Vento-Kabchi Angelique Widjaja | Viertelfinale   |
| 09. | Myriam Casanova Nicole Pratt         | 2. Runde        |

| Nr. | Paarung                                | Erreichte Runde |
| --- | -------------------------------------- | --------------- |
| 10. |                                        |                 |
| 11. | Marion Bartoli Émilie Loit             | Viertelfinale   |
| 12. | Li Ting Sun Tiantian                   | 1. Runde        |
| 13. | Anastassija Myskina Wera Swonarjowa    | 2. Runde        |
| 14. | Silvia Farina Elia Francesca Schiavone | 2. Runde        |
| 15. | Els Callens Petra Mandula              | Achtelfinale    |
| 16. | Emmanuelle Gagliardi Roberta Vinci     | Achtelfinale    |
| 17. | Alicia Molik Magüi Serna               | 2. Runde        |

## Mixed

### Setzliste
| Nr. | Paarung                             | Erreichte Runde |
| --- | ----------------------------------- | --------------- |
| 01. | Mahesh Bhupathi Jelena Lichowzewa   | Viertelfinale   |
| 02. | Mark Knowles Virginia Ruano Pascual | 2. Runde        |
| 03. | Mike Bryan Lisa Raymond             | 2. Runde        |
| 04. | Jonas Björkman Rennae Stubbs        | Viertelfinale   |
| 05. | Paul Hanley Ai Sugiyama             | Halbfinale      |
| 06. | Wayne Black Cara Black              | Sieg            |
| 07. | Bob Bryan Lindsay Davenport         | Halbfinale      |
| 08. | Todd Woodbridge Alicia Molik        | Finale          |

| Nr. | Paarung                            | Erreichte Runde |
| --- | ---------------------------------- | --------------- |
| 09. | Leander Paes Martina Navratilova   | Achtelfinale    |
| 10. | Cyril Suk Marion Bartoli           | 2. Runde        |
| 11. | Jonathan Erlich Liezel Huber       | Achtelfinale    |
| 12. | Leoš Friedl Janette Husárová       | Achtelfinale    |
| 13. | Mariano Hood María Vento-Kabchi    | 2. Runde        |
| 14. | Gastón Etlis Sun Tiantian          | Achtelfinale    |
| 15. | Daniel Nestor Lina Krasnoruzkaja   | Achtelfinale    |
| 16. | Lucas Arnold Ker Angelique Widjaja | 2. Runde        |